# Раднички (Нова Пазова)
Футбольний клуб Раднички (Нова Пазова) або просто Раднички (серб. Фудбалски клуб Раднички Нова Пазова) — професійний сербський футбольний клуб з міста Нова Пазова. Зараз клуб виступає в Сербській лізі Воєводина.

## Історія
Клуб було створено в 1946 році.
Після виступів протягом понад десятка років на третьому рівні футбольних змагань у Сербії, у сезоні 2011/12 років «Раднички» виграли Сербську лігу Воєводина та вийшли до Першої ліги чемпіонату Сербії, але вже за підсумками наступного сезону повернувся до Сербської ліги Воєводина.

## Досягнення
- Сербська ліга Воєводина
  -  Чемпіон (1): 2012

## Відомі гравці
- Миловоє Чиркович